# Divisionsturneringen 1973-74 (fodbold)
Divisionsturneringen 1973-74 var den anden og sidste udgave af turneringen Divisionsturneringen i fodbold for herrer organiseret af Divisionsforeningen. Turneringen blev vundet af Randers Freja for 1. gang. Randers Freja fra 1. division besejrede i finalen Esbjerg fB fra 3. division.

24 klubber fra 1. division og 2. division og 16 klubber fra 3. division blev inviteret til at deltage. De danske mestre Vejle B, samt Hvidovre IF, B 1903, Frem og KB fra 1. division meldte dog afbud, fordi de mente, at der var for mange svage hold med.

Vanløse IF tabte i semifinalen mod Esbjerg fB med vilje. Vanløse-spillerne skulle nå et tog til København, og havde ikke tid til at spille i den forlængede spilletid. De benyttede sig af reglen om, at det hold, der scorede først i den forlængede spilletid vandt efter reglen om Golden goal. Vanløse lod derfor Esbjergs Kjeld Holm passere og score sejrsmålet ti sekunder inde i omkampen.

Den manglende interesse fra topklubberne betød, at Divisionsforeningen ikke arrangerede en ny udgave af turneringen. I 1980 blev ideen genoptaget med turneringen Carlsberg Cup.

## Gruppespil
Vinderne af de syv grupper kvalificerede sig til kvartfinalerne.

### Gruppe A
| Pos | Hold         | K | V | U | T | M+ | M- | MF | P | Kvalifikation eller nedrykning |
| --- | ------------ | - | - | - | - | -- | -- | -- | - | ------------------------------ |
| 1   | Vanløse IF   | 5 | 4 | 0 | 1 | 13 | 7  | +6 | 8 | Kvalifikation til Kvartfinale  |
| 2   | Slagelse BI  | 5 | 3 | 1 | 1 | 8  | 5  | +3 | 7 |                                |
| 3   | Næstved IF   | 5 | 3 | 0 | 2 | 12 | 8  | +4 | 6 |                                |
| 4   | AB           | 5 | 2 | 0 | 3 | 9  | 11 | −2 | 4 |                                |
| 5   | Helsingør IF | 5 | 2 | 0 | 3 | 12 | 16 | −4 | 4 |                                |
| 6   | HIK          | 5 | 0 | 1 | 4 | 7  | 14 | −7 | 1 |                                |

### Gruppe B
| Pos | Hold        | K | V | U | T | M+ | M- | MF  | P | Kvalifikation eller nedrykning |
| --- | ----------- | - | - | - | - | -- | -- | --- | - | ------------------------------ |
| 1   | B 1901      | 5 | 3 | 2 | 0 | 16 | 11 | +5  | 8 | Kvalifikation til Kvartfinale  |
| 2   | Holbæk B&I  | 5 | 3 | 1 | 1 | 24 | 13 | +11 | 7 |                                |
| 3   | Nakskov     | 5 | 3 | 0 | 2 | 16 | 14 | +2  | 6 |                                |
| 4   | Herfølge    | 5 | 3 | 0 | 2 | 13 | 15 | −2  | 6 |                                |
| 5   | Brønshøj    | 5 | 1 | 1 | 3 | 15 | 20 | −5  | 3 |                                |
| 6   | Taastrup IK | 5 | 0 | 0 | 5 | 5  | 23 | −18 | 0 |                                |

### Gruppe C
| Pos | Hold          | K | V | U | T | M+ | M- | MF  | P | Kvalifikation eller nedrykning |
| --- | ------------- | - | - | - | - | -- | -- | --- | - | ------------------------------ |
| 1   | Kastrup       | 5 | 3 | 1 | 1 | 7  | 7  | 0   | 7 | Kvalifikation til Kvartfinale  |
| 2   | Lyngby        | 5 | 3 | 0 | 2 | 15 | 9  | +6  | 6 |                                |
| 3   | Fremad Amager | 5 | 2 | 1 | 2 | 16 | 10 | +6  | 5 |                                |
| 4   | B 93          | 5 | 2 | 0 | 3 | 11 | 11 | 0   | 4 |                                |
| 5   | Køge          | 4 | 1 | 1 | 2 | 9  | 9  | 0   | 3 |                                |
| 6   | Rønne IK      | 4 | 1 | 1 | 2 | 7  | 19 | −12 | 3 |                                |

### Gruppe D
| Pos | Hold         | K | V | U | T | M+ | M- | MF | P | Kvalifikation eller nedrykning |
| --- | ------------ | - | - | - | - | -- | -- | -- | - | ------------------------------ |
| 1   | Esbjerg fB   | 4 | 3 | 1 | 0 | 12 | 5  | +7 | 7 | Kvalifikation til Kvartfinale  |
| 2   | B 1913       | 4 | 2 | 1 | 1 | 9  | 5  | +4 | 5 |                                |
| 3   | B 1909       | 4 | 1 | 2 | 1 | 7  | 6  | +1 | 4 |                                |
| 4   | Nyborg G&IF  | 4 | 1 | 0 | 3 | 1  | 5  | −4 | 2 |                                |
| 5   | Svendborg fB | 4 | 0 | 2 | 2 | 6  | 14 | −8 | 2 |                                |

### Gruppe E
| Pos | Hold           | K | V | U | T | M+ | M- | MF  | P | Kvalifikation eller nedrykning |
| --- | -------------- | - | - | - | - | -- | -- | --- | - | ------------------------------ |
| 1   | AGF            | 4 | 4 | 0 | 0 | 13 | 1  | +12 | 8 | Kvalifikation til Kvartfinale  |
| 2   | Aabenraa BK    | 4 | 2 | 1 | 1 | 6  | 5  | +1  | 5 |                                |
| 3   | Fuglebakken    | 4 | 2 | 1 | 1 | 6  | 8  | −2  | 5 |                                |
| 4   | Herning Fremad | 4 | 1 | 0 | 3 | 4  | 9  | −5  | 2 |                                |
| 5   | Vejen SF       | 4 | 0 | 0 | 4 | 4  | 10 | −6  | 0 |                                |

### Gruppe F
| Pos | Hold           | K | V | U | T | M+ | M- | MF  | P | Kvalifikation eller nedrykning |
| --- | -------------- | - | - | - | - | -- | -- | --- | - | ------------------------------ |
| 1   | Randers Freja  | 4 | 3 | 0 | 1 | 18 | 6  | +12 | 6 | Kvalifikation til kvartfinale  |
| 2   | OB             | 4 | 3 | 0 | 1 | 9  | 8  | +1  | 6 |                                |
| 3   | Horsens fS     | 4 | 2 | 0 | 2 | 9  | 8  | +1  | 4 |                                |
| 4   | Middelfart G&B | 4 | 1 | 1 | 2 | 10 | 16 | −6  | 3 |                                |
| 5   | Odense KFUM    | 4 | 0 | 1 | 3 | 7  | 15 | −8  | 1 |                                |

### Gruppe G
| Pos | Hold             | K | V | U | T | M+ | M- | MF  | P | Kvalifikation eller nedrykning |
| --- | ---------------- | - | - | - | - | -- | -- | --- | - | ------------------------------ |
| 1   | Frederikshavn fI | 4 | 2 | 2 | 0 | 11 | 4  | +7  | 6 | Kvalifikation til kvartfinaler |
| 2   | AaB              | 4 | 2 | 2 | 0 | 12 | 10 | +2  | 6 |                                |
| 3   | Silkeborg IF     | 4 | 2 | 1 | 1 | 10 | 9  | +1  | 5 |                                |
| 4   | Ikast fS         | 4 | 1 | 1 | 2 | 13 | 12 | +1  | 3 |                                |
| 5   | Skive IK         | 4 | 0 | 0 | 4 | 10 | 21 | −11 | 0 |                                |

## Kvartfinaler
Fire af klubberne i kvartfinalerne, Esbjerg fB, Vanløse IF , Kastrup og Frederikshavn fI spillede i 3. division. Efter lodtrækning blev Frederikshavn fI oversidder. I tilfælde af uafgjort vandt det hold, der scorede først i den forlængede spilletid efter reglen om Golden goal.
| 9. september 1973 |

| Randers Freja | 7 - 2   | Kastrup                                 |
| --- | ------- | --------------------------------------- |
| Leif Råby 25' · Gert Nielsen 27' (strf.) · Poul Hansen 41' · Helge Vonsyld 60' · Erik Sørensen 70' · Carsten Brandenborg 71' · Steen Danielsen 87' | (3 - 1) | Jens Helmø 12' · John Christensen 53' · |

| Randers Stadion, Randers Tilskuere: 1.500 Dommer: Henning Lund-Sørensen |

| 24. september 1973 |

| Esbjerg fB                                                            | 3 - 0   | AGF |
| --------------------------------------------------------------------- | ------- | --- |
| Flemming Iversen 55' · Kristian Østergaard 57' · Svend Åge Larsen 58' | (0 - 0) |     |

| Esbjerg Idrætspark, Esbjerg |

| 18. november 1973 |

| Vanløse IF                                                                             | 5 - 3   | B 1901                                                      |
| -------------------------------------------------------------------------------------- | ------- | ----------------------------------------------------------- |
| Bjarne Petterson 30' 65' · Jacob Rosander 70' · Jan Petterson 72' · Allan Lundvig 5-3' | (1 - 2) | Leif Jonassen 7' · Finn Petersen 25' · Henrik Skouboe 75' · |

| Vanløse Idrætspark, København Tilskuere: 150 |

## Semifinaler
| 9. september 1973 19.30 |

| Frederikshavn fI | 0 - 1   | Randers Freja                                  |
| ---------------- | ------- | ---------------------------------------------- |
|                  | (0 - 0) | Flemming Heegaard 50' · Jørgen Rasmussen 89' · |

| Frederikshavn Stadion, Frederikshavn Dommer: Ib Nielsen |

| 30. juli 1974 |

| Esbjerg fB                                                       | 4 - 3 e.f.s.             | Vanløse IF                                                         |
| ---------------------------------------------------------------- | ------------------------ | ------------------------------------------------------------------ |
| Jan Hansen 35' · Hans Aage Nielsen 66' · Kjeld Holm 90' 91' (GG) | Ord. kamp: 3 - 3 (1 - 1) | Bjarne Petterson 20' · Birger Mouritzen 71' · Allan Lundgren 85' · |

| Esbjerg Idrætspark, Esbjerg Tilskuere: 800 |

## Finale
| 14. juli 1974 |

| Esbjerg fB                    | 1 - 2   | Randers Freja                           |
| ----------------------------- | ------- | --------------------------------------- |
| Hans Aage Nielsen 37' (strf.) | (1 - 0) | Knud Andersen 73' · Per Steenberg 87' · |

| Esbjerg Idrætspark, Esbjerg Tilskuere: 2.000 |